# K.u.k. Luftfahrtruppen

Emblemat sił powietrznych Austro-Węgier i Niemiec.

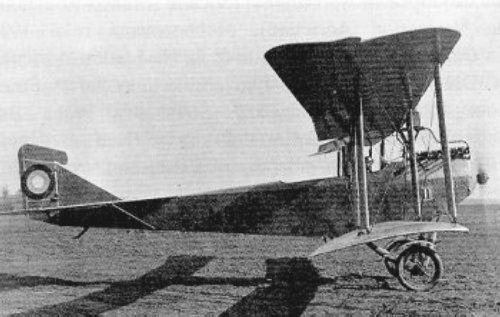
Hansa-Brandenburg B.I

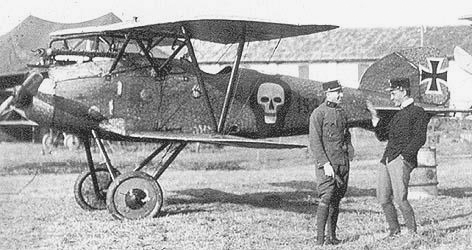
Godwin Brumowski, najskuteczniejszy As Austriacki I wojny światowej i jego Albatros D.III

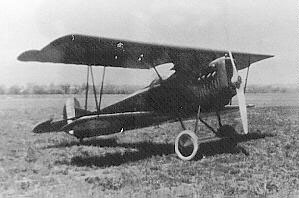
Fokker D.VII

Cesarskie i królewskie Lotnictwo (niem. Kaiserlich-Königliche Luftfahrtruppen lub K.K. Luftfahrtruppen; od 1897 Kaiserliche und Königliche Luftfahrtruppen lub K.u.K. Luftfahrtruppen) – rodzaj wojsk cesarskiej i królewskiej Armii.
Podczas I wojny światowej działały na obu frontach: wschodnim przeciwko Rosjanom i włoskim przeciwko Włochom i Brytyjczykom. Pomimo małej liczebności i gorszego wyposażenia niż analogiczne siły powietrzne innych państw europejskich charakteryzowały się dużą walecznością i męstwem podczas działań wojennych. Austro-Węgierska Marynarka Wojenna posiadała własne lotnictwo morskie (Kaiserliche und Königliche Seeflieger lub K.u.K. Seeflieger) w przeciwieństwie do austro-węgierskiej Landwery i węgierskich Honwedów.

## Historia powstania
Lotnictwo wojskowe Austro-Węgier (Militär-Aeronautische Anstalt) powstało w 1893 roku w Wiedniu wraz z pierwszym wykorzystaniem balonu dla celów wojskowych. W ciągu następnych 15 lat powstało kilka oddziałów balonowych (niem. Ballonabteilung). W październiku 1909 roku w ramach reorganizacji formacja została przemianowana na cesarski i królewski Oddział Statków Powietrznych (niem. K.u.K. Luftschifferabteilung). Decyzja ta była podyktowana utratą znaczenia balonów obserwacyjnych na korzyść sterowców. Zakupiono dwa takie statki powietrzne, ale dowództwo armii Austro-Węgier nie było przekonane do tego rodzaju uzbrojenia postanawiając przeznaczyć środki na rozwój innego uzbrojenia lotniczego. Do wybuchu I wojny światowej jednostka łodzi latających stała się prawdziwą jednostką lotniczą.
Wraz z reorganizacją w 1909 roku jednostka łodzi latających została przebazowana w okolice Fischamend. Jednocześnie w Wiener Neustadt rozpoczęto budowę nowej bazy lotniczej Militäraviatische Station dla potrzeb lotnictwa wojskowego. W tym samym roku nieoficjalnie rozpoczęły się pierwsze loty szkoleniowe. W połowie 1910 na lotnisku zaczęły stacjonować pierwsze samoloty i oficjalnie rozpoczęło się szkolenie pilotów.
W 1912 roku zostało zreorganizowane pod kierunkiem majora Emila Uzelaca, oficera saperów, który dowodził tą formacją do zakończenia wojny w 1918. Pierwszymi oficerami lotnictwa byli piloci cywilni bez doświadczenia w lotnictwie wojskowym.

## I wojna światowa
Po wybuchu wojny lotnictwo austro-węgierskie składało się z dziesięciu zwykłych balonów obserwacyjnych 85 pilotów i około 35 samolotów. Chociaż na początku konfliktu żadna z armii europejskich nie była przygotowana do prowadzenia walk powietrznych, to jednak Austro-Węgry wypadały najsłabiej. Sytuacja ta wynikała z bardzo tradycjonalnego podejścia dowództwa wojskowego oraz rządu do kwestii wojennych, oraz względnie małym uprzemysłowieniem kraju.

## Wyposażenie lotnicze
Samoloty wykorzystywane przez lotnictwo Austro-Węgier były w większości konstrukcjami krajowymi, budowanymi na licencji maszynami niemieckimi (często z własnymi modyfikacjami), a także importowanymi z Niemiec. Głównymi typami samolotów były:
- Fokker A.III
- Hansa-Brandenburg B.I
- Hansa-Brandenburg D.I
- Aviatik D.I
- Albatros D.III
- Phönix D.I
- Fokker D.VII

## Przemysł lotniczy

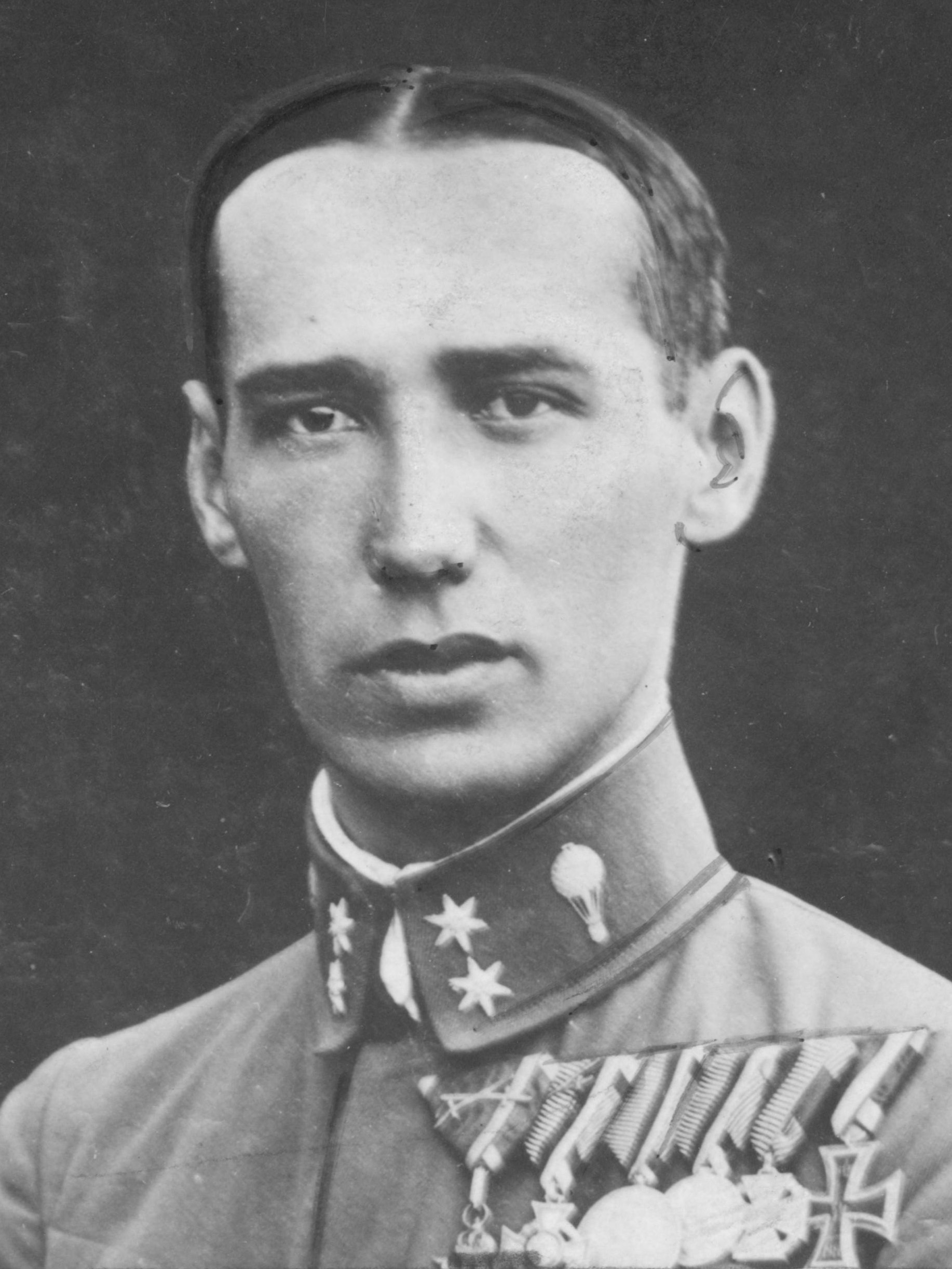
Stefan Stec, twórca "szachownicy", symbolu polskiego lotnictwa, kawaler orderu Virtuti Militari, karierę w lotnictwie rozpoczynał w K.u.k. Luftfahrtruppen

| Rok   | Samoloty | Samoloty | Silniki samolotów | Silniki samolotów | Pracownicy | Pracownicy |
| Rok   | Austria  | Węgry    | Austria           | Węgry             | Austria    | Węgry      |
| ----- | -------- | -------- | ----------------- | ----------------- | ---------- | ---------- |
| 1914  | 40       | 30       | 50                | 22                | 849        | 577        |
| 1915  | 195      | 143      | 300               | 140               | 2338       | 1717       |
| 1916  | 517      | 414      | 650               | 204               | 3824       | 3024       |
| 1917  | 1050     | 664      | 900               | 330               | 5285       | 4100       |
| 1918  | 1600     | 778      | 1300              | 450               | 7650       | 4300       |
| Razem | 3402     | 2029     | 3200              | 1156              |            |            |
| Razem | 5431     | 5431     | 4356              | 4356              |            |            |